# 國登國生

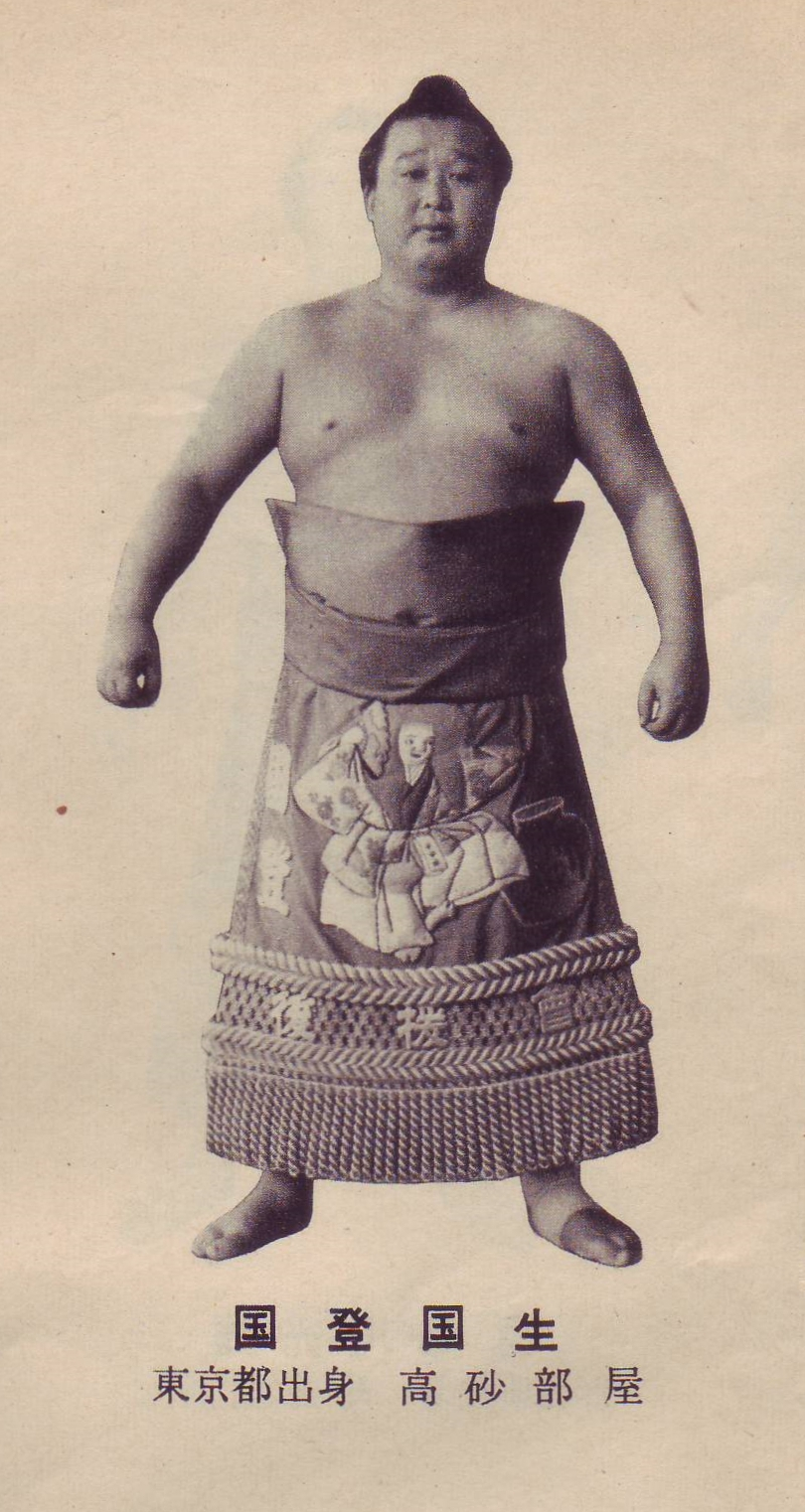
國登國生（1958年）

國登 國生（くにのぼり くにお、1925年（大正14年）4月18日 - 1995年（平成7年）10月3日）は、東京府北豊島郡板橋町（出生当時、現在の東京都板橋区）出身で高砂部屋に所属した大相撲力士。本名は藤 國松（ふじ くにまつ、旧姓は小川（おがわ））。身長174cm、体重126kg。得意手は右四つ、寄り。最高位は東小結（1954年1月場所・1954年5月場所）。
甥は、お笑いタレントのグレート義太夫。

## 来歴
小学校を卒業後、鉄工所に勤務する。体の大きさと力強さから周囲に力士になることを勧められた。1939年（昭和14年）1月15日、職場の休みを利用して両国の相撲部屋に入門しようとして出羽海部屋を訪ねて行った。しかし、両国にたどり着いたのは夜になってからだった。この日はちょうど出羽海部屋の安藝ノ海が双葉山の70連勝を止めた日で、部屋の前は大勢の安藝ノ海見たさの人であふれ、部屋に入ることができなかった。そのため出羽海部屋への入門を断念し、この日は帰宅せざるを得なかった。
後日、佐ノ山親方（元前頭2・朝響）を紹介されて1940年（昭和15年）3月に高砂部屋に入門、同年5月場所で初土俵を踏んだ。順調に出世し、途中1945年（昭和20年）3月から11月まで兵役に応召したが、復帰して1947年（昭和22年）11月場所にて十両へ昇進した。この新十両の場所で優勝を飾り、翌場所の1948年（昭和23年）5月場所でも十両優勝を遂げ、同年10月場所で新入幕を果たした。
右四つから一気の出足で寄る相撲ぷりは江戸っ子相撲として人気を博し、また相撲人形の様な容貌と典型的な力士らしい体格で子供にも絶大な人気があった。入幕2場所目の1949年（昭和24年）1月場所では千秋楽に勝てば11勝2敗で幕内最高優勝を飾るところであったが、惜しくも敗れて準優勝に終わった。しかし10勝3敗と好成績を残して敢闘賞を受賞、優勝は同部屋の先輩で10勝2敗1分の新横綱・東富士であった。
1956年（昭和31年）2月には名古屋での準本場所で15戦全勝優勝している。
右四つからの寄りが武器であり将来を嘱望されたが、ケガと糖尿病のために小結が最高位となり、その後は幕内中堅力士として幕内44場所を務め、現役晩年は十両が定位置となり1961年（昭和36年）5月場所限りで引退した。36歳まで力士を務めるなど力士寿命自体は長かった。
引退後は年寄・佐ノ山を襲名し佐ノ山部屋を興したが、1964年（昭和39年）1月場所限りで部屋を閉じて高砂部屋に移籍し、1990年（平成2年）4月に停年退職。日本相撲協会では、勝負審判を長年に渡り務めた。
この間、1980年（昭和55年）11月場所12日目に序二段の取組みで物言いがついた際に二日酔いの泥酔状態で土俵に上がれなくなり、さらに協議が終わってから土俵から下がる時に土俵に草履を忘れたため、翌日の理事会で審判委員から2階級降格の平年寄となっている。その後は病に倒れ停年まで参与であった。
1995年（平成7年）10月3日、肝臓癌のため、静岡県賀茂郡内の病院で亡くなった。70歳没。

## 主な成績・記録
- 通賛成績：432勝427敗1分56休　勝率.503
- 幕内成績：292勝311敗1分50休　勝率.484
- 現役在位：70場所
- 幕内在位：44場所
- 三役在位：2場所（小結2場所）
- 三賞：3回
  - 殊勲賞：2回（1953年9月場所、1954年3月場所）
  - 敢闘賞：1回（1949年1月場所）
- 雷電賞：1回（1958年11月場所）
- 金星：4個（照國1個、千代の山1個、鏡里2個）
- 各段優勝
  - 十両優勝：2回（1947年11月場所、1948年5月場所）

## 場所別成績
| | 一月場所 初場所（東京） | 三月場所 春場所（大阪） | 五月場所 夏場所（東京）  | 七月場所 名古屋場所（愛知） | 九月場所 秋場所（東京） | 十一月場所 九州場所（福岡） |
| --- | ----------------------- | ----------------------- | ------------------------ | --------------------------- | ----------------------- | --------------------------- |
| 1940年 （昭和15年） | x                       | x                       | （前相撲）               | x                           | x                       | x                           |
| 1941年 （昭和16年） | 新序 2–1                | x                       | 西序ノ口4枚目 5–3        | x                           | x                       | x                           |
| 1942年 （昭和17年） | 東序二段30枚目 6–2      | x                       | 東三段目31枚目 5–3       | x                           | x                       | x                           |
| 1943年 （昭和18年） | 東三段目12枚目 5–3      | x                       | 西幕下43枚目 5–3         | x                           | x                       | x                           |
| 1944年 （昭和19年） | 東幕下31枚目 7–1        | x                       | 東幕下2枚目 3–3          | x                           | x                       | 東幕下2枚目 2–4             |
| 1945年 （昭和20年） | x                       | x                       | 東幕下6枚目 – 兵役       | x                           | x                       | x                           |
| 1946年 （昭和21年） | x                       | x                       | x                        | x                           | x                       | 東幕下5枚目 3–4             |
| 1947年 （昭和22年） | x                       | x                       | 東幕下9枚目 4–1          | x                           | x                       | 東十両10枚目 優勝 10–1      |
| 1948年 （昭和23年） | x                       | x                       | 西十両筆頭 優勝 9–2      | x                           | 西前頭16枚目 6–5        | x                           |
| 1949年 （昭和24年） | 東前頭15枚目 10–3 敢    | x                       | 東前頭5枚目 6–9          | x                           | 東前頭8枚目 0–3–12      | x                           |
| 1950年 （昭和25年） | 西前頭13枚目 1–2–12     | x                       | 西前頭20枚目 8–6 (1引分) | x                           | 東前頭14枚目 7–4–4      | x                           |
| 1951年 （昭和26年） | 東前頭13枚目 9–6        | x                       | 西前頭9枚目 9–6          | x                           | 東前頭3枚目 2–4–9 ★     | x                           |
| 1952年 （昭和27年） | 西前頭9枚目 7–8         | x                       | 西前頭10枚目 8–7         | x                           | 東前頭6枚目 6–9         | x                           |
| 1953年 （昭和28年） | 東前頭8枚目 10–5        | 西前頭3枚目 4–11        | 西前頭7枚目 7–4–4        | x                           | 東前頭3枚目 10–5 殊★    | x                           |
| 1954年 （昭和29年） | 東小結 6–9              | 西前頭筆頭 9–6 殊★      | 東小結 5–10              | x                           | 西前頭3枚目 3–7–5 ★     | x                           |
| 1955年 （昭和30年） | 東前頭10枚目 8–7        | 東前頭10枚目 4–11       | 東前頭16枚目 9–6         | x                           | 西前頭10枚目 6–9        | x                           |
| 1956年 （昭和31年） | 西前頭13枚目 9–6        | 東前頭5枚目 7–8         | 西前頭5枚目 7–8          | x                           | 東前頭6枚目 4–11        | x                           |
| 1957年 （昭和32年） | 東前頭13枚目 5–10       | 東前頭20枚目 8–7        | 西前頭15枚目 8–7         | x                           | 東前頭15枚目 8–7        | 東前頭13枚目 6–7–2          |
| 1958年 （昭和33年） | 西前頭15枚目 9–6        | 西前頭12枚目 4–11       | 東前頭18枚目 9–6         | 西前頭16枚目 6–9            | 東前頭19枚目 9–6        | 東前頭15枚目 12–3           |
| 1959年 （昭和34年） | 東前頭5枚目 7–8         | 東前頭6枚目 6–9         | 東前頭11枚目 5–8–2       | 西前頭15枚目 3–12           | 西十両3枚目 8–7         | 東十両2枚目 7–8             |
| 1960年 （昭和35年） | 西十両3枚目 7–8         | 西十両筆頭 6–9          | 東十両4枚目 3–6–6        | 西十両14枚目 8–7            | 東十両9枚目 6–9         | 東十両13枚目 9–6            |
| 1961年 （昭和36年） | 東十両8枚目 9–6         | 西十両3枚目 4–11        | 東十両10枚目 引退 6–9–0  | x                           | x                       | x                           |
| 各欄の数字は、「勝ち-負け-休場」を示す。 優勝 引退 休場 十両 幕下 三賞：敢=敢闘賞、殊=殊勲賞、技=技能賞 その他：★=金星 番付階級：幕内 - 十両 - 幕下 - 三段目 - 序二段 - 序ノ口 幕内序列：横綱 - 大関 - 関脇 - 小結 - 前頭（「#数字」は各位内の序列） |                         |                         |                          |                             |                         |                             |

### 幕内対戦成績
| 力士名       | 勝数 | 負数 | 力士名   | 勝数 | 負数 | 力士名   | 勝数 | 負数 | 力士名   | 勝数 | 負数 |
| ------------ | ---- | ---- | -------- | ---- | ---- | -------- | ---- | ---- | -------- | ---- | ---- |
| 愛知山       | 3    | 1    | 青ノ里   | 0    | 2    | 明瀬川   | 1    | 0    | 東海     | 2    | 1    |
| 天津灘       | 2    | 1    | 安念山   | 2    | 3    | 泉洋     | 4    | 9(1) | 五ツ海   | 1    | 1    |
| 五ッ洋       | 2    | 0    | 梅錦     | 1    | 0    | 大岩山   | 2    | 1    | 大内山   | 6    | 7    |
| 大江戸       | 1    | 0    | 大熊     | 1    | 0    | 大瀬川   | 4    | 5    | 大起     | 7(1) | 5    |
| 大ノ浦       | 1    | 1    | 大昇     | 2    | 4    | 大晃     | 9    | 5    | 小城ノ花 | 4    | 2    |
| 小野錦       | 3    | 1    | 大蛇潟   | 7    | 6    | 海山     | 4    | 7    | 甲斐ノ山 | 1    | 2    |
| 鏡里         | 3    | 9    | 柏戸     | 2    | 1    | 柏戸     | 1    | 0    | 金ノ花   | 2    | 0    |
| 神錦         | 6    | 1    | 神若     | 1    | 0    | 起雲山   | 1    | 1    | 北の洋   | 4    | 6    |
| 北葉山       | 1    | 1    | 清恵波   | 6    | 6    | 鬼竜川   | 5    | 4    | 九州錦   | 2    | 2    |
| 鯉の勢       | 4    | 1    | 高津山   | 1    | 1    | 小坂川   | 1    | 0    | 琴ヶ濱   | 5    | 5    |
| 琴錦         | 2    | 3    | 佐賀ノ花 | 1    | 0    | 櫻國     | 1    | 0    | 櫻錦     | 1    | 2(1) |
| 潮錦         | 9    | 8    | 信夫山   | 4    | 7    | 清水川   | 1    | 7    | 太刀風   | 1    | 0    |
| 玉乃海       | 2    | 6    | 玉響     | 1    | 0    | 千代の山 | 3(2) | 8    | 常錦     | 2    | 2    |
| 常ノ山       | 6    | 3    | 鶴ヶ嶺   | 1    | 1(1) | 照國     | 1    | 0    | 輝昇     | 2    | 2    |
| 出羽錦       | 5    | 13   | 出羽ノ花 | 1    | 1    | 出羽湊   | 3    | 3    | 十勝岩   | 1    | 0    |
| 時津山       | 2    | 10   | 時錦     | 5    | 3    | 栃錦     | 4    | 11   | 栃光     | 2    | 5    |
| 豊ノ海       | 0    | 1    | 名寄岩   | 2    | 3    | 鳴門海   | 9    | 6    | 成山     | 7    | 3    |
| 白龍山       | 1    | 1    | 羽黒山   | 0    | 1(1) | 羽嶋山   | 9    | 7    | 羽子錦   | 3    | 0    |
| 緋縅         | 2    | 1    | 備州山   | 3    | 2    | 秀湊     | 1    | 1    | 平鹿川   | 1    | 0    |
| 平ノ戸       | 1    | 1    | 広瀬川   | 6    | 5    | 福田山   | 1    | 0    | 福乃海   | 1    | 3    |
| 福乃里       | 1    | 0    | 二瀬山   | 5    | 4(1) | 双ツ龍   | 5    | 9    | 不動岩   | 2    | 0    |
| 星甲         | 4    | 3    | 増位山   | 0    | 1    | 増巳山   | 3    | 1    | 三根山   | 4    | 7    |
| 緑國         | 0    | 1    | 緑嶋     | 0    | 1    | 宮城海   | 3    | 0    | 明歩谷   | 0    | 1    |
| 八方山       | 2    | 2(1) | 八染     | 4    | 2    | 吉井山   | 6    | 1    | 吉田川   | 1    | 1    |
| 芳野嶺       | 3    | 3    | 吉葉山   | 0    | 5(1) | 力道山   | 1    | 1    | 若潮     | 1    | 0    |
| 若杉山       | 0    | 2    | 若瀬川   | 7    | 7    | 若秩父   | 1    | 1    | 若ノ海   | 3    | 6    |
| 若乃花(初代) | 2    | 6    | 若羽黒   | 1    | 1    | 若葉山   | 9    | 12   |          |      |      |

## 改名歴
- 國登 国枩（くにのぼり くにまつ）1941年5月場所-1944年5月場所
- 國登 國枩（- くにまつ）1944年11月場所-1946年11月場所
- 國登 國生（- くにお）1947年6月場所-1961年5月場所（引退）